# بوندورف
بوندورف (به آلمانی: Bondorf) یک شهر در آلمان است که در Böblingen واقع شده‌است. بوندورف ۵٬۸۴۸ نفر جمعیت دارد.